# Soukanoja
Soukanoja is een beek, die stroomt in de Zweedse  provincie Norrbottens län. De Soukanoja krijgt haar water uit een moerasgebied, waar zij doorheen stroomt. Ze stroomt zuidwaarts en levert haar water af in een ander moeras; de naam van de beek wijzigt dan in Raajoja. Ze is ongeveer 2,5 kilometer lang.